# 世界堂
世界堂（せかいどう）は、東京都新宿区に本店を置く画材・文房具専門店。

## 概要
1940年（昭和15年）創業。1947年（昭和22年）に「世界堂」と称す。1969年（昭和44年）に池袋パルコに支店を開店したのを始め、現在に至るまで池袋や立川などの都内各地のほか、神奈川県や愛知県にも立地展開している。
画材、コミック用品、文房具、製図用品などにおいて、都内有数の品揃えを誇る。ほとんどの商品が値下げされており、20%引きなどが一般的であるが、「世界堂STカード」に加入すると、そこからさらに7%分のポイントが還元され、次回以降の買い物で利用できる。「世界堂STカード」は入会金500円で有効期限は2年。
また、額縁の販売も手がけており、作品の額装や表装・裏打なども行っている。
「モナリザもびっくり」のコピーで有名。店舗看板や世界堂CBカードにレオナルド・ダ・ヴィンチの「モナリザ」が口を開けてびっくりした様子のイラストを使用している。
また、世界堂新宿本店内には「世界堂アートスクール」があり、絵画教室も主宰している（受講は有料）。同店舗は新宿三丁目のランドマークともなっており、「アートの聖地」の呼称でも親しまれている。

## 店舗
- 新宿本店（新宿三丁目駅そば）
- 池袋パルコ店
- 立川北口店
- 聖蹟桜ヶ丘アートマン店
- ルミネ横浜店
- ルミネ藤沢店
- 武蔵野美術大学店（大学内に所在）
- 名古屋パルコ店
- 町田マルイ店
- 大宮マルイ店

- 多摩美術大学 上野毛キャンパス店
- 多摩美術大学 八王子キャンパス店

## 沿革
- 1940年（昭和15年） - 東京都新宿区新宿2丁目にて創業。
- 1947年（昭和22年）9月 - 株式会社世界堂と改称。
- 1969年（昭和44年）11月 - 池袋パルコ店 出店。
- 1971年（昭和46年）12月 - 新宿西口店 出店。
- 1986年（昭和61年）
  - 3月 - 聖蹟桜ヶ丘アートマン店 出店。
  - 7月 - 通信販売事業部 開設。
- 1990年（平成2年）
  - 2月24日 - 新宿本店で火災が発生し焼失。[3]
  - 4月 - 世田谷区流通センター 開設。
  - 12月 - 相模大野店 出店。
- 1994年（平成6年）4月 - 新宿区に本社・本店ビル完成。
- 2000年（平成12年）9月 - 町田店、ルミネ横浜店 出店。
- 2002年（平成14年）3月 - ルミネ藤沢店 出店。
- 2004年（平成16年）
  - 4月 - 武蔵野美術大学店 出店。
  - 9月 - 新所沢パルコ店 出店。
- 2005年（平成17年）
  - 1月 - Web通販サイト「SEKAIDO ON-LINE SHOP」開設。
  - 4月 - 名古屋パルコ店 出店。
- 2007年（平成19年）
  - 2月 - 相模大野店 ロビーファイブ内から、モアーズ相模大野内へ移転。
  - 12月 - 立川北口店 出店。
- 2010年（平成22年）
  - 4月 - 池袋パルコ店 リニューアル。
  - 10月 - ルミネ横浜店 リニューアル。
- 2011年（平成23年）4月 - 新所沢パルコ店 リニューアル。
- 2012年（平成24年）
  - 2月 - 聖蹟桜ヶ丘アートマン店 リニューアル。
  - 9月 - ルミネ藤沢店 リニューアル。
- 2014年（平成26年）10月 - 聖蹟桜ヶ丘アートマン店 リニューアル。
- 2015年（平成27年）9月 - 名古屋パルコ店 リニューアル。
- 2021年（令和3年）
  - 2月 - 相模大野店、町田店 閉店。
  - 3月 - 町田店が相模大野店と移転統合し、町田マルイ店として出店。
  - 11月 - 名古屋パルコ店 東館5階から南館8階へ移転。
- 2022年（令和4年）
  - 1月 - 新宿西口店 閉店。
  - 3月 - 大宮マルイ店 出店。
  - 9月 - 多摩美術大学 上野毛キャンパス店 出店。
  - 12月 - 多摩美術大学 八王子キャンパス店 出店。
- 2024年（令和6年）
  - 2月 - 新所沢PARCO閉館に伴い、新所沢パルコ店 閉店。